# Boneknaap
De boneknaap (Anisotremus virginicus) is een straalvinnige vis uit de familie Haemulidae en de orde van de baarsachtigen (Perciformes), die voorkomt in het westen en zuidwesten van de centrale Atlantische Oceaan.

## Beschrijving
De boneknaap kan maximaal 40 centimeter lang en 930 gram zwaar worden. Het lichaam van de vis heeft een gedrongen vorm.
De vis heeft één rugvin met 12 stekels en 16-18 vinstralen en één aarsvin met drie stekels en negen vinstralen.

## Leefwijze
De boneknaap is een zoutwatervis die voorkomt in subtropische wateren. De soort is voornamelijk te vinden in kustwateren op een diepte van 2 tot 20 meter.
Het dieet van de vis bestaat hoofdzakelijk uit macrofauna en vis.

## Relatie tot de mens
De boneknaap is voor de visserij van beperkt commercieel belang. Wel wordt op de vis gejaagd in de hengelsport. De soort kan worden bezichtigd in sommige openbare aquaria. Voor de mens is de boneknaap potentieel gevaarlijk, omdat er meldingen van ciguatera-vergiftiging zijn geweest.
De soort staat niet op de Rode Lijst van de IUCN.